# Lepidiota gibbifrons
Lepidiota gibbifrons är en skalbaggsart som beskrevs av Britton 1978. Lepidiota gibbifrons ingår i släktet Lepidiota och familjen Melolonthidae. Inga underarter finns listade i Catalogue of Life.